# Li Zhixuan
Li Zhixuan, född 23 mars 1994, är en friidrottare från Kina. Hon deltog vid olympiska sommarspelen 2020.